# Holger Neumann (Designer)
Holger Neumann (* 1963) ist ein deutscher Produktdesigner und Professor an der Universität der Künste Berlin.

## Leben
Holger Neumann studierte Elektrotechnik an der Ruhr-Universität Bochum und Industrial Design an der Kunsthochschule Kassel. Nach seinem Studienabschluss 1994 als Diplom-Designer war er als Produktdesigner für Designbüros in Deutschland und der Schweiz in den Bereichen elektrotechnische Geräte und Interior-Design tätig. Als Stipendiat des Senators für Wirtschaft der Hansestadt Bremen entwarf er im Designlabor Bremerhaven Projekte im Bereich Exterior- und Interiordesigns für Schnellfähren und Ausstellungsgestaltung. Von 1996 bis 2006 war er Leiter der Designabteilung der Brilliant AG in Gnarrenburg bei Bremen. Ab 2003 übernahm er dort die Gesamtverantwortung der Produktentwicklungsabteilung. Sein Verantwortungsbereich umfasste den Produktentstehungsprozess vom Entwurf bis zur Serienentwicklung von Leuchten und Leuchtensystemen.
Seit 2006 lehrt Holger Neumann als Professor für Technologie und Konstruktion im Studiengang Industrial Design an die Universität der Künste Berlin. In Lehre und Forschung liegt ein Schwerpunkt seiner Arbeit in der experimentellen Entwicklung nachhaltiger Materialien und der Konzeption von Lehrmethoden im Ecodesign. Das Forschungsprojekt Ecosystem wurde mehrfach veröffentlicht und wurde 2012 in der Kategorie Konzepte beim Bundespreis Ecodesign ausgezeichnet. Seit 2011 leitet Holger Neumann designtransfer – Galerie und Transferstelle der Fakultät Gestaltung der UdK Berlin.